# AVN Award for Best Gangbang Sex Scene
L'AVN Award for Best Blowbang Sex Scene è un premio pornografico assegnato agli attori impegnati in una scena gangbang votata come migliore dalla AVN, l'ente che assegna gli AVN Awards, riconosciuti come i migliori premi del settore (paragonabile al Premio Oscar).
Come per gli altri premi, viene assegnato nel corso di una cerimonia che si svolge a Las Vegas, solitamente nel mese di gennaio, dal 2020.

## Vincitori

### Anni 2020
| Anno | Vincitrici | Titolo                                                           |
| ---- | --- | ---------------------------------------------------------------- |
| 2020 | Angela White Markus Dupree Mick Blue Steve Holmes Prince Yahshua Jon Jon John Strong Robby Echo Eric John Rob Piper Mr. Pete | Angela White: Dark Side                                          |
| 2021 | Adriana Chechik Alex Jones Eddie Jaye John Strong Markus Dupree Rob Piper Scotty P.                                          | Adriana Chechik’s Extreme Gangbang                               |
| 2022 | Emily Willis Rob Piper Anton Harden Isiah Maxwell Tee Reel                                                                   | Influence Emily Willis Part 4                                    |
| 2023 | Angela White Mick Blue John Strong Isiah Maxwell Zac Wild Olver Flynn                                                        | Take Control                                                     |
| 2024 | Angela White Alex Mack Eddie Jaye Vince Karter Will Pounder Scotty P John Strong Mazee the Goat                              | Angela White: Unbound Part 4                                     |
| 2025 | Anna Claire Clouds Damon Dice Jax Slayher Hollywood Cash Vince Karter John Strong Milan Ponjevic Chocolate Gold Nade Nasty   | Anna Claire Clouds Dark Side – Part 4: 9-Man Gang Bang Challenge |